# Tee (Unix)

Funzionamento di tee

tee (dall'inglese tee, pezzo a T in idraulica) è un comando dei sistemi operativi Unix e Unix-like, e più in generale dei sistemi POSIX, che legge dati dallo standard input e li visualizza sullo standard output, memorizzandoli nel contempo nei file specificati. È un tipo di filtro.
Una caratteristica di tee è quella di non fare uso di buffer di linea nell'effettuare la scrittura sullo standard output e sui file, per cui i dati giunti sullo standard input sono resi subito disponibili nei file e sullo standard output senza ritardi. Ciò risulta particolarmente utile per la creazione di file di log.
Per le sue caratteristiche, tee è tipicamente usato solo come componente di una pipeline software, al fine ad esempio di salvare in un file una copia dei dati intermedi o finali, o in congiunzione a una o più named pipe per attivare più elaborazioni degli stessi dati.

## Sintassi
La sintassi generale di tee è la seguente:
```
tee [
opzioni
] [--] [
file1
 [
file2
 …] ]
```

I parametri facoltativi file indicano i nomi dei file su cui memorizzare i dati provenienti dallo standard input. Se non ne è specificato alcuno, tee si limita a copiare i dati sullo standard output.
Il doppio trattino -- (facoltativo) indica che i parametri successivi non sono da considerarsi opzioni.
Tra le opzioni vi sono:
-aSe uno o più file tra quelli specificati esiste già, accoda i dati alla fine del file invece di sovrascriverlo dall'inizio.
-iIgnora il segnale SIGINT, in modo da non essere interrotto ad esempio dalla pressione di Ctrl+C.